# Twierdzenie Frobeniusa o algebrach z dzieleniem nad ciałem liczb rzeczywistych
Twierdzenie Frobeniusa – twierdzenie algebry mówiące, że każda łączna algebra z dzieleniem skończonego wymiaru nad ciałem liczb rzeczywistych jest izomorficzna z ciałem liczb rzeczywistych, ciałem liczb zespolonych bądź algebrą kwaternionów. Zostało ono udowodnione w 1878 roku przez Ferdinanda Georga Frobeniusa.